# اودلیا هالوی
اودلیا هالِـوی (عبری: אודליה הלוי‎) بازیگر اهل اسرائیل است.
از فیلم‌ها یا مجموعه‌های تلویزیونی که وی در آن‌ها نقش داشته‌است، می‌توان به بلک ادم، چرا زنان می‌کشند، مک‌گیور، دختر جدید، نظم و قانون و دردسر خوب اشاره نمود.